# 지질도

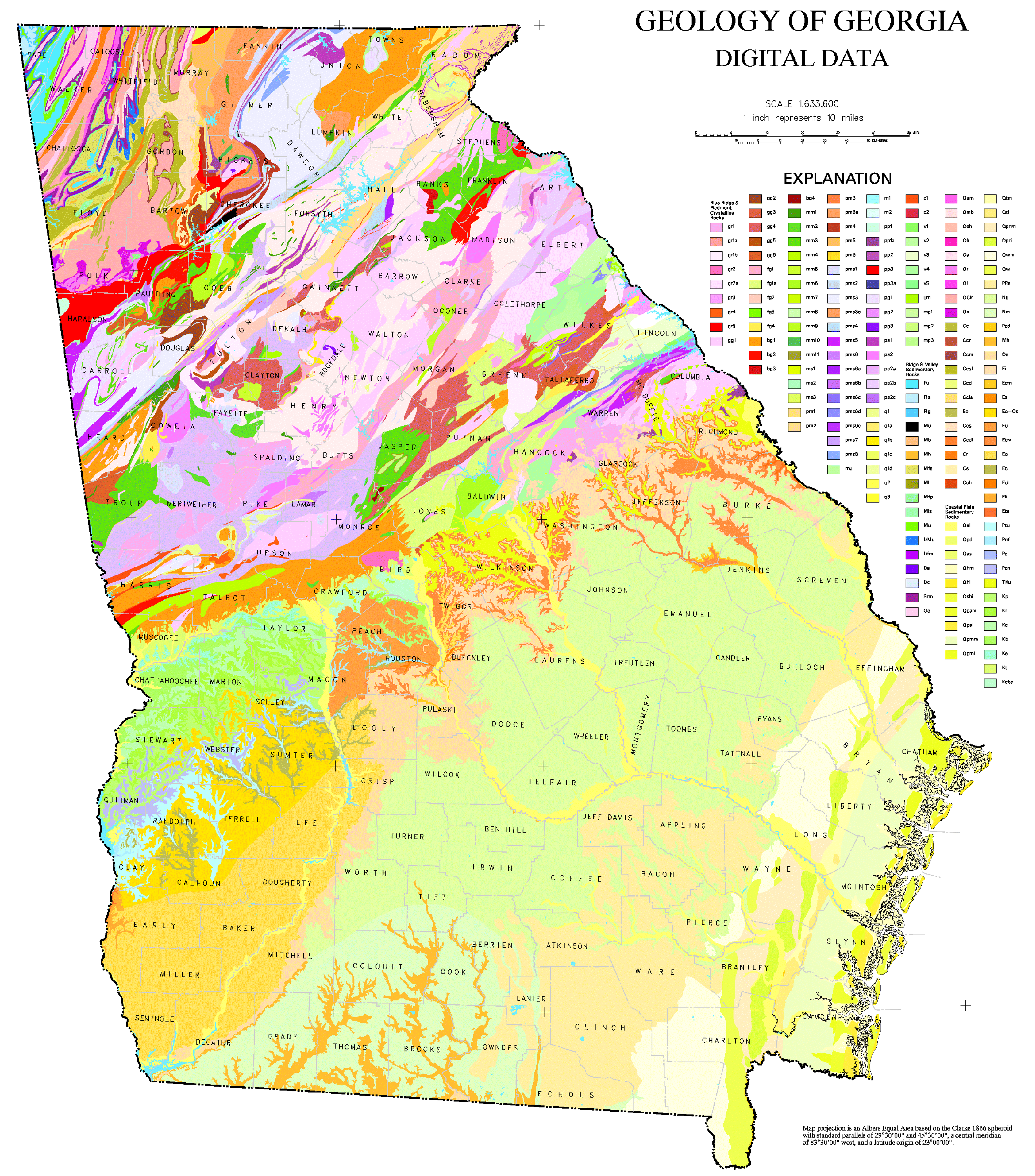

지질도(地質圖)는 어떤 지역의 표면에 드러난 암석의 분포나 지질의 구조를 색채·모양·기호 등으로 나타낸 지도를 가리킨다.

## 같이 보기
- 한국의 지질
- 조선지질도
- 대한지질도